# Aloysia Weberová
Maria Aloysia Antonia Weberová Langeová (1760 – 8. června 1839, Salcburk) byla německá sopranistka, známá především ve spojení s Wolfgangem Amadeem Mozartem.

## Život
Narodila se v Zell im Wiesentalu a byla jednou ze čtyř dcer v hudební rodině Weberů. Její matkou byla Cäcilia Weberová, rozená Stammová, a jejím otcem Fridolin Weber, který vytvářel kopie hudebních zápisů. Její tři sestry Josefa, Constanze a Sofie byly také sopranistky. Její nevlastní bratranec byl skladatel Carl Maria von Weber.
Krátce po jejím narození se rodina přestěhovala do Mannheimu a zde Aloysia vyrůstala. V roce 1778 se přestěhovala do Mnichova, kde měla svůj debut v opeře. Ve dvorním divadle si vydělala 1000 florinů ročně, zatímco její otec vydělávala jen 600. V následujícím roce vystoupila v národním divadle ve Vídni, kde ji shlédl i císař Josef II. Rodina se za ní v září také odstěhovala, její otec zde pracoval jako kontrolor lístků, ale zemřel měsíc po příjezdu do Vídně.
Aloysia ve Vídni po další dvě desetiletí vedla úspěšnou pěveckou kariéru.
Dne 31. října 1780 se provdala za Josefa Langeho, herce z dvorního divadla, který byl také amatérským malířem (později namaloval velmi známý obraz Mozarta). Jednalo se o Langeho druhé manželství poté, co jeho první manželka v roce 1779 zemřela. Do doby před sňatkem byla Aloysia hlavním živitelem rodiny, Lange však věnoval matce při uzavření sňatku 900 florinů a každoročně jí vyplácel 700 florinů.
V roce 1782 se přemístila do Burgtheateru, kde zpívala italskou operu. Na této pozici vydržela jen osm měsíců, jelikož se velmi brzy nedokázala dohodnout na roli, platu a také několik představení zmeškala. Nadále však pokračovala ve zpěvu v Theater am Kärntnertor. V roce 1795 se vydala s ovdovělou sestrou Constanze na koncertní turné. Téhož roku přestala žít se svým manželem.
Své stáří strávila v Salcburku, kde žila společně se sestrami Constanze a Sofií.

## Vztah s Mozartem
Okolo roku 1777 jednadvacetiletý Wolfgang Amadeus Mozart trávil nějaký čas v Mannheimu, kde doufal (nakonec bez výsledku) v nějakou zakázku. Mozart učil Aloysii zpívat. Mozart se jako dítě naučil i zpívat a až do svých třinácti let vystupoval i jako zpěvák, avšak v pubertě přišel o svůj jemný hlas, poté už jen zpěvu učil. Díky cestám do Itálie pak měl pozitivní vztah k opeře a právě proto ji později i skládal.

V době tohoto vyučování byla Aloysia již pokročilým žákem. Mozart vycítil, že se jedná o velmi talentovanou žákyni, která by mohla dosáhnout daleko dál, než jen do Německa a Rakouska. Napsal svému otci:
Mademoiselle Weber zpívá svým srdcem. Přes velkou árii jsem ji převedl do pasáží, které jsou nezbytně nutné, jestliže má odjet zpívat do Itálie. 
Mozart naučil Aloysii zpívat několik árií ze své dřívější tvorby v Itálii. Na konci jednoho z vyučování jí dal jednu z nejtěžších prací. Svému otci napsal:
Když jsem árii dopsal, řekl jsem mademoiselle Weber – naučte se zpívat tuto árii sama, zpívejte ji tak, jak sama chcete, poté přijďte a já vám řeknu, co se mi na zpěvu líbí a co ne. Za dva dny jsem ji navštívil a ona mi ji zazpívala podle sebe. Byl jsem nucen přiznat, že to zazpívala přesně tak, jak jsem ji to chtěl naučit. Je to nejlepší árie, kterou umí a dostane zakázku všude tam, kde ji předvede. 
Podle všeho se Mozart do Aloysie zamiloval. Vyjádřil i touhu se s ní oženit, avšak není jasné, zda nabídku myslel vážně a jestli byly jeho city opětovány.

Mozart na několik měsíců opustil Mannheim a odjel do Paříže, kde opět neúspěšně hledal práci. Po cestě zpět do Salcburku projížděl Mnichovem, kde byla nyní stále více slavná Aloysia dobře zaměstnaná. Podle povídačky Georga Nikolause, který psal Mozartův životopis, se Mozart a Aloysia potkali poněkud nešťastně:
Když vstoupil do jejich domu, chovala se, jakoby jej už neznala a nebyl to ten muž, pro kterého uronila tolik slz. Mozart si sedl za piano a hlasitě zpíval: "Leck mir das Mensch im Arsch, das mich nicht will" (Kdo mě nechce, může mi vylízat zadek).
 Tento výraz dost často používal Mozart ve svých dopisech.
Mozart se přestěhoval v roce 1781 do Vídně a později téhož roku byl na nějaký čas nájemníkem v domě Weberů. Aloysiin otec Fridolin zemřel v roce 1779 a její matka Cäcilia se snažila tímto způsobem uživit. Mozart se zamiloval do její sestry Constanze. Když se v roce 1782 vzali, stal se tak Aloysiným švagrem. Do ní ale nejspíš nebyl zamilován tak moc, protože i nadále psal spoustu hudby pro Aloysii.